# 伊芙·拉茹

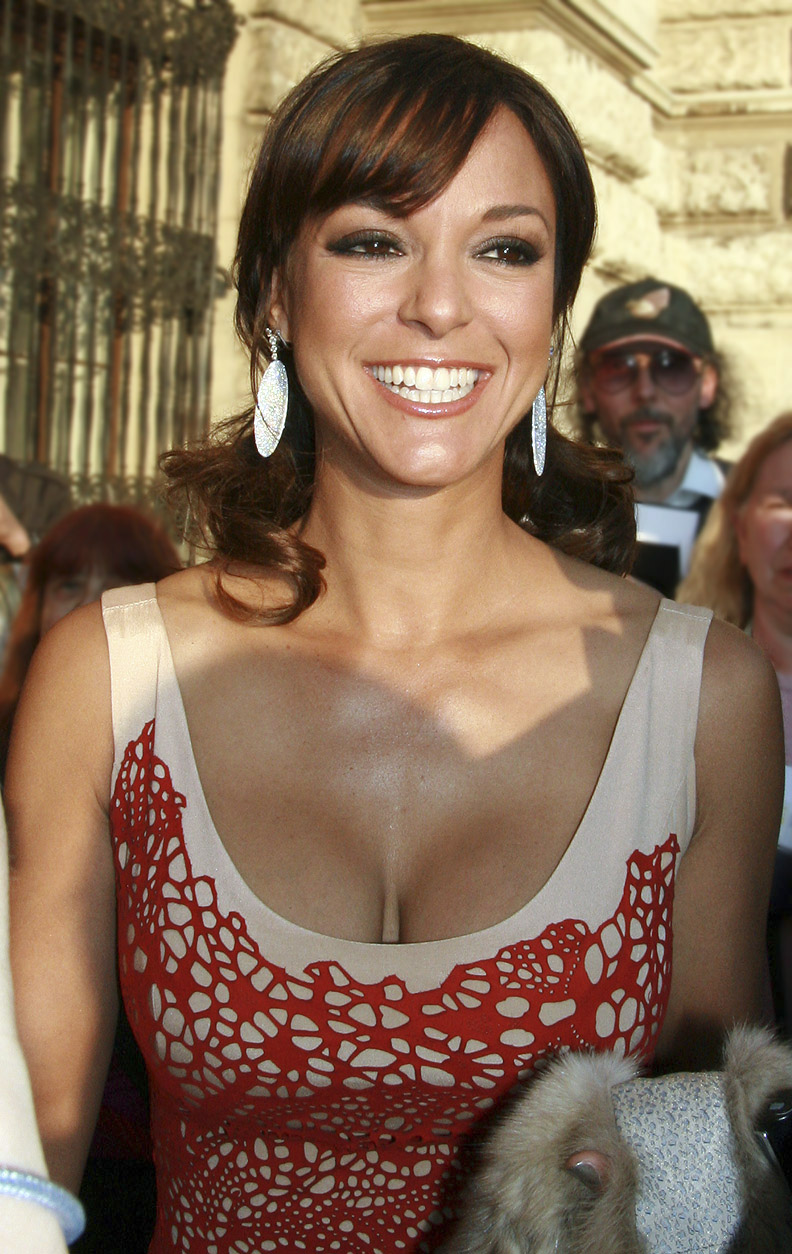
伊芙·拉茹

伊芙·拉茹（Eva LaRue，1966年12月27日－），美國演員。出生於加利福尼亞州長灘，具有波多黎各、法國、荷蘭、蘇格蘭血統，有三個兄弟姐妹，姐妹為尼卡和拉拉，弟弟為路易斯。配偶為喬·卡普奇歐（Joe Cappuccio）。
伊芙·拉茹1985年畢業於加州納柯高中（Norco Senior High School），是珍·芳達的遠親。她信仰拜哈伊教（Bahai' Faith），6歲開始演戲，曾贏得1984年的加州小姐。
在CSI: Miami中飾演Natalia Boa Vista，她在第四季時擔任實驗室的DNA分析師，也和Eric交往過，第五季正式成為CSI:Miami固定的一員。
配偶： 
John Callahan (1996..11.30結婚，有一個小孩，不過目前也準備離婚) 
John O'Hurley (1992 結婚，1994離婚) 
學歷：1985年畢業於加州Norco Senior High School

## 獲獎記錄
2006年 ALMA Awards Outstanding Performance in a Daytime Drama All My Children(1970)
1998年 ALMA Awards Outstanding Actress in a Daytime Soap Opera All My Children(1970)
2009年 Imagen Foundation Awards Best Supporting Actress/Television(提名)CSI邁阿密篇(2002

## 外部連結
- 伊芙·拉茹在互联网电影资料库（IMDb）上的資料（英文）